# オリヴィエ・ティル
オリヴィエ・ティル（Olivier Thill, 1996年12月17日 - ）は、ルクセンブルク出身の同国代表サッカー選手。FCヴォルスクラ・ポルタヴァ所属。ポジションはMF（セントラルミッドフィールダー）。

## クラブ歴
2013年にFCロダンジュ91でプロデビューとなった。2015年にFCプログレス・ニーダーコルンに移籍、2018年まで在籍した。
UEFAヨーロッパリーグ 2018-19 予選でロシア・プレミアリーグのFCウファから得点を奪うと、3週間後の2018年8月31日に4年契約でそのウファに移籍した。加入後2シーズンに亘り中盤のレギュラーとしてプレーする。
2020年9月以降はリザーブチームに送られ、翌月17日にクラブとの契約を解除した。
半年間のフリー期間を経て、2021年1月よりウクライナのFCヴォルスクラ・ポルタヴァと2年契約を締結した

## 代表歴
2017年8月31日に行われた2018 FIFAワールドカップ・ヨーロッパ予選グループAのベラルーシ戦でA代表初出場。10月10日の同予選、ブルガリア戦でA代表初得点。

## 人物
父のセルジュ、母のナタリー、兄のセバスティアン、弟のヴァンサン・ティルもルクセンブルク代表のサッカー選手。母は投擲選手でもある。